# Эль-Сантуарио
Эль-Сантуарио (исп. El Santuario) — город и муниципалитет на севере Колумбии, на территории департамента Антьокия. Входит в состав субрегиона Восточная Антьокия.

## История
Поселение из которого позднее вырос город было основано 11 марта 1765 года капитаном Антонио Гомесом де Кастро. Муниципалитет Эль-Сантуарио был выделен в отдельную административную единицу в 1838 году.

## Географическое положение

Муниципалитет Эль-Сантуарио

Город расположен в юго-восточной части департамента, в гористой местности Центральной Кордильеры, на расстоянии приблизительно 32 километров к востокуюго-востоку (ESE) от Медельина, административного центра департамента. Абсолютная высота — 2133 метров над уровнем моря.

Муниципалитет Эль-Сантуарио граничит на севере с муниципалитетом Маринилья, на северо-востоке — с муниципалитетом Эль-Пеньоль, на востоке — с муниципалитетом Гранада, на юге — с муниципалитетом Кокорна, на западе — с муниципалитетом Эль-Кармен-де-Вибораль. Площадь муниципалитета составляет 75 км².

## Население
По данным Национального административного департамента статистики Колумбии, совокупная численность населения города и муниципалитета в 2012 году составляла 26 910 человек.
Динамика численности населения муниципалитета по годам:
| 2005   | 2006   | 2007   | 2008   | 2009   | 2010   | 2011   | 2012   |
| ------ | ------ | ------ | ------ | ------ | ------ | ------ | ------ |
| 26 287 | 26 394 | 26 497 | 26 581 | 26 675 | 26 754 | 26 834 | 26 910 |

Согласно данным переписи 2005 года мужчины составляли 46,7 % от населения Эль-Сантуарио, женщины — соответственно 53,3 %. В расовом отношении белые и метисы составляли 99,9 % от населения города; негры, мулаты и райсальцы — 0,1 %.
Уровень грамотности среди всего населения составлял 88,9 %.

## Экономика
Основу экономики Эль-Сантуарио составляют сельскохозяйственное производство и текстильная промышленность. На территории муниципалитета выращивают морковь, картофель, свёклу, капусту, горох, кукурузу и другие культуры.

57,7 % от общего числа городских и муниципальных предприятий составляют предприятия торговой сферы, 21,9 % — предприятия сферы обслуживания, 15,3 % — промышленные предприятия, 5,1 % — предприятия иных отраслей экономики.